# Christopher Brinchmann
Christopher Brinchmann, född 1 april 1864 i Leka, Namdalen, död 26 februari 1940 i Oslo, var en norsk arkivarie.
Brinchmann studerade språkvetenskap och historia och tog filologisk ämbetsexamen 1889, varefter han inriktade sig på omfattande litterär och journalistisk verksamhet, som kritiker i Dagbladet 1890–1897 (varunder han försvarade 1890-talets nya författare), medarbetare i tidskriften Kringsjaa 1893–1895 och var dess redaktör 1898–1907. År 1895 anställdes han i Riksarkivet, där han från 1896 var arkivarie och fullmäktig, och där han från 1905 förestod utgivningen av de senare banden av Diplomatarium Norvegicum. Från 1908 var han fast medarbetare i Aftenposten. Han utgav bland annat Nationalforskeren P.A. Munch, hans Liv og Virke (1910), Statsraad Niels Aalls Erindringer fra 1814 (1911), tillsammans med stiftsarkivarie Anders Daae minnesskriften Norges Storting 1814–1914 (1914–1915) samt var medredaktör för Hvem er Hvem? (1912). Han skrev i Det norske geografiske Selskabs Aarbog för 1919–1921 studien Grønlands overgang til Danmark, ett arbete, som kom att spela en betydande roll under den norsk-danska diskussionen om grönlandsfrågan.